# Friedrich Jung (Metallurg)
Friedrich Jung (* 22. April 1820 in Steinbrücken; † 13. März 1902 ebenda) war ein deutscher Unternehmer und Hüttenbesitzer.

## Leben

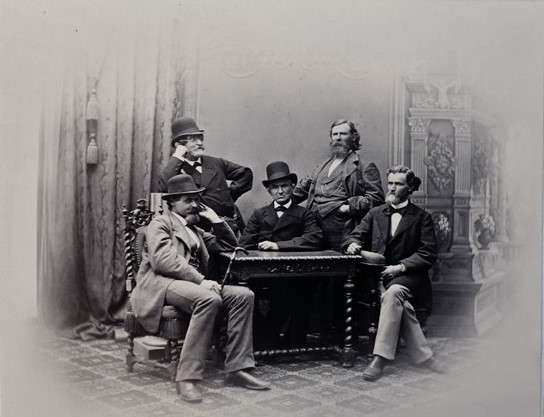
Gebrüder Jung:Ferdinand (1811–1883), Jakob (1814–1894), Friedrich (1820–1902), Julius (1822–1892) und Gustav August (1824–1904)

Friedrich Jung war der Sohn des Johann Jakob Jung (1779–1847), der mit seinen unternehmerischen Aktivitäten den Grundstein für den später von seinen Söhnen gegründeten Hessen-Nassauischen Hüttenverein gelegt hat.
Seine Mutter war Amalia Catharina Becker (1782–1850).
Friedrich hatte die Geschwister Louise Henriette Jakobine (1806–1877), ⚭ Hüttenverwalter Georg August Herwig (1798–1859), Marianne Karoline (1807–1878), ⚭ Pfarrer Friedrich Christian Vogel, Wilhelmine Katherina (1809–1864), ⚭ Pfarrer Hermann Adolf Rohde (1808–1884), Ferdinand Jakob (1811–1883), ⚭ Caroline Josefine Stifft (1822–1892), Amalie (1812–1860), ⚭ Pfarrer Friedrich Adam Elias Conrad (1805–1841), Jakob Herman (1814–1890), ⚭ Luise Autschbach (1824–1861), Julius Wilhelm Albert Christian (1822–1892), ⚭ Emilie Molter (1837–1900) und Gustav August (1824–1904, Hüttenbesitzer).
Friedrich heiratete am 7. Februar 1861 Adelheid Hellwig (1841–1929), mit der er drei Töchter und vier Söhne, darunter Julie (1864–1942), ⚭ Hüttenbesitzer und Politiker Carl Grün (1851–1916) und Eberhard (1863–1953, Politiker und Hüttenbesitzer) hatte.
Nach seiner Schul- und Berufsausbildung stieg Friedrich in das väterliche Unternehmen ein und war später Leiter der Eisenhütte in Steinbrücken.
Die Gebrüder Jung, Inhaber der Ludwigshütte, der Amalienhütte und der Steinbrücker Hütte gründeten 1883 die Aktiengesellschaft Hessen-Nassauischer Hüttenverein mit Sitz in Steinbrücken.